# 东韶乡
东韶乡，是中华人民共和国江西省赣州市宁都县下辖的一个乡镇级行政单位。

## 行政区划
东韶乡下辖以下地区：
琳池村、漳灌村、胜利村、陂头村、东韶村、永乐村、田营村、汉口村、南团村、横江村和辛野村。